# Geevarghese Mar Barnabas
Geevarghese Mar Barnabas (ur. 10 kwietnia 1973 jako Geevarghese Kochuparambil) – duchowny Malankarskiego Kościoła Ortodoksyjnego, od 2022 biskup Sultan Bathery.

## Kapłaństwo
W 1997 został przyjął święcenia subdiakonatu, a w 2003 diakonatu. Święcenia kapłańskie otrzymał w 2004. 25 lutego 2022 został wybrany na biskupa. 2 czerwca otrzymał tytuł hieromnicha (ramban). Sakry udzielił mu katolikos Wschodu Baselios Mar Thoma Mathews III 28 lipca. 3 listopada 2022 objął diecezję Sultan Bathery.